# Стріла (телесеріал)
«Стріла» (англ. Arrow) — американський пригодницько-супергеройський телесеріал з елементами драми, створений Грегом Берланті, Марком Гуггенхаймом і Ендрю Крайсбергом і оснований на коміксах про супергероя DC Comics Зелена стріла. Здебільшого в центрі сюжету знаходиться колишній плейбой-мільярдер Олівер Квін, який, пробувши п'ять років на острові, повернувся, щоб стати месником у масці, який бореться зі злочинністю у його рідному місті.11 травня 2012 року телеканал The CW замовив пілотний епізод, прем'єра якого відбулася 10 жовтня 2012 року. Знімання відбувалося у Ванкувері.
Серіал є зовсім новим поглядом на персонажа Зеленої стріли, а також інших персонажів коміксів видавництва DC Comics. Попри те, що переважно акторському складі іншого серіалу каналу The CW, "Таємниці Смолвіля", вже з'являвся схожий персонаж, творці вирішили перезапустити історію з нуля, тому запросили на головну роль іншого актора (Стівена Амелла). Також вони наголосили на тому, як вплинуло на особистість Олівера життя на острові. Практично в кожній серії є флешбеки, в яких розповідається про події тих п'яти років, коли головний герой вважався загиблим.
22 жовтня телеканал продовжив "Стрілу" на повний сезон, що складається з 23 епізодів. 11 лютого 2013 року телеканал The CW продовжив серіал на другий сезон. 13 лютого 2014 року серіал було продовжено на третій сезон. 11 січня 2015 року канал продовжив серіал на четвертий сезон, який стартував 7 жовтня 2015. 11 березня 2016 року серіал було продовжено на п'ятий сезон. 8 січня 2017 року серіал продовжили на шостий сезон. 2 квітня 2018 року серіал було продовжено на сьомий сезон. 1 лютого 2019 року серіал було продовжено на восьмий сезон, який стане останнім і складатиметься з 10 серій, прем'єра фінального сезону відбулася 15 жовтня 2019 року. Фінальна серія вийшла 28 січня 2020 року.
Серіал здебільшого отримав позитивні відгуки від критиків. Перший сезон зібрав біля телеекранів 3,68 мільйона глядачів і багато разів ставав номінантом та лауреатом різних телевізійних премій. У жовтні 2014 року серіал отримав перший власний спін-оф — події телесеріалу «Флеш» відбуваються в тому ж вигаданому всесвіті, періодично знімаються кросовери за участю персонажів обох проєктів. Згодом у всесвіт увійшли такі шоу, як анімаційний веб-серіал «Віксен» та серіали «Флеш», «Легенди завтрашнього дня», «Супергерл», «Чорна Блискавка» та «Бетвумен». Крім того, вийшов кросовер за участю іншого персонажа DC Comics — Джона Костянтина, у виконанні актора Метта Райана, який раніше зіграв ту ж роль у закритому серіалі NBC «Костянтин».

## Сюжет
Плейбоя-мільярдера Олівера Квіна, якого вважали загиблим протягом п'яти років, знайшли на Ліан Ю, пустельному острові в Тихому океані, куди він потрапив після аварії корабля. Квін повернувся до своєї сім'ї та друзів у Старлінг-сіті, проте став зовсім іншою людиною. Вдень він розважався і витрачав статки своєї сім'ї, а вночі одягав маску, брав лук і стріли і починав полювати на корумпованих чиновників, чиї імена були зібрані в таємничому списку, отриманому від загиблого батька, тих хто став частиною Підприємства метою якого було зруйнування району Глейдс. Олівер став відомим як Капюшон і звернув на себе увагу поліції, зокрема детектива Квентіна Ленса. У спогадах Олівера часто спливали події першого року після аварії корабля, коли йому довелося мати справу з Едвардом Файєрсом і його людьми, які використовували острів як базу.
Після часткового руйнування Глейдса і загибелі його друга Томмі Мерліна, Олівер вирішив змінити свою стратегію в боротьбі зі злочинністю. Він заприсягся собі не вбивати без необхідності, взяв псевдонім Стріла і почав протистояти всім порушникам правопорядку у його рідному місті. У цьому йому продовжили допомагати його колишній охоронець Джон Діґл та спеціалістка з комп'ютерних технологій Фелісіті Смоук. Також у місті несподівано з'явилася Сара Ленс, дочка Квентіна Ленса, яка вважалася загиблою внаслідок тієї ж аварії корабля, що і Олівер, за що Ленси частково звинувачували і Квіна. Як виявилося, Сара Ленс потрапила на острів завдяки доктору Айво, який мав намір знайти там сироватку суперсолдат під назвою Міракуру. Слейд Вілсон, який до цього допомагав Оліверу виживати, виявився пораненим і отримав дозу Міракуру, після чого став лиходієм і через п'ять років прибув до Старлінг-Сіті, щоб створити собі армію суперсолдат і помститися Оліверу. Однак від Міракуру був знайдений антидот завдяки знайомству із судмедекспертом із Централ-сіті Баррі Алленом та працівниками Лабораторії СТАР Ціско Рамоном та Кейтлін Сноу, які й допомогли знайти андидот. Слейд був переможений і ув'язнений на Ліан Ю. Паралельно боротьбі зі Слейдом Олівером починає навчати собі помічника в особі Роя Харпера, який отримав дозу Міракуру, тому мав навчитися контролювати свої емоції та силу.
Після перемоги над Слейдом Олівер зіткнувся з новою проблемою — хтось убив Сару Ленс, внаслідок чого у нього та його команди виник конфлікт із Лігою вбивць, членом якої була Сара. Згодом з'ясувалося, що за цим стояв Малкольм Мерлін, але Олівер не зміг повідомити про це Ра'с аль Гулу, оскільки до цього була причетна його сестра Тея. В результаті Стріла вступає в битву з лідером Ліги вбивць і зазнає смертельного поранення. Від смерті його рятують старі знайомі — Татсу та Масео Ямаширо, з якими Олівер працював на АРҐУС у Гонконгу через два роки після аварії корабля. Згодом Ра'c дізнається, що Олівер вижив і пропонує йому зайняти місце свого спадкоємця. Спочатку Олівер відмовив йому, тому Ліга вбивць обернула все місто проти нього, виставивши вбивцею, а Квентін Ленс дізнався, що саме Квін весь цей час був Стрілою. Щоб врятувати свого вчителя та напарника від в'язниці, Рой Харпер прийняв особистість Стріли на себе, інсценував свою смерть і залишив місто, згодом передавши костюм Арсеналу Теї. Оскільки Ра'c поранив Тею, Олівер вирішив йому помститися, зруйнувавши Лігу зсередини. Він вилікував сестру за допомогою Ями Лазаря, яка продовжувала главі Ліги життя, і вдав, що прийняв пропозицію стати спадкоємцем. Насправді він змовився з Малкольмом Мерліном, який навчив його секретам Ліги та битві на мечах. Зрештою Квін вбив аль Гула, після чого виїхав із рідного міста разом із Фелісіті, з якою у нього зав'язалися романтичні стосунки. Після смерті Сари її сестра Лорел почала навчатися бойовим мистецтвам у колишнього месника Теда Ґранта і поступово стала супергероїнею, відомою як Чорна канарка. Крім того, до міста приїхав Рей Палмер, який придбав акції компанії Олівера після розорення Квінів, і почав просувати проєкт покращення міста. Він також створив собі високотехнологічний костюм АТОМ і також почав вчитися бути супергероєм. Також Олівер знову кілька разів зустрів Баррі Аллена, який знайшов супершвидкість і став Флешем.
Після від'їзду Олівер намагався жити звичайним життям у тихому містечку. Проте проблеми рідного міста змусили знову повернутись туди. Він дізнався про те, що багато що змінилося: Рей Палмер вважався загиблим після вибуху, місто перейменували в Стар-сіті і його тероризувала терористична організація У. Л. Є. Й. на чолі з Демієном Дарком, який мав магічні здібності. Квін раніше зустрічав людей з подібними здібностями: на четвертому році після аварії корабля він за завданням Арґуса повернувся на острів Ліан Ю, де зустрів членів «Тіньового списа», які розшукували магічний артефакт, познайомився з екзорцистом Джоном Костянтином, а також Олівер був знайомий з Віксен, що використовує магічні властивості Тотема Танту, щоб імітувати здібності тварин. Олівер вирішив боротися з Дарком та його армією «привидів» (як преса назвала рядових солдатів організації У. Л. Є. Й.) як уночі, так і вдень. Позаяк Стрілою вважали Роя Харпера, якого вважали мертвим, Олівер почав діяти як Зелена стріла, його сестра одягла костюм Арсеналу і стала Спіді. Також Квін висунув свою кандидатуру на посаду мера, конкуренцію йому склала дружина Демієна Дарка. Тим часом Діґл розкрив, що його брат, якого він вважав загиблим від руки снайпера на прізвисько Дедшот, насправді не помер, а став одним із «привидів». Лорел дізналася про Яму Лазаря і вирушила в Нанда Парбат із тілом Сари, де Малкольм Мерлін, який став новим Ра'с аль Гулом, воскресив її. Згодом Малкольм втратив владу, в чому частково була вина Олівера, тому Мерлін об'єднав зусилля з Дарком. Тим не менше, лиходії програли Зеленій стрілі та його команді, а Олівер убив Дарка, але при цьому загинула Лорел. Паралельно Діґл намагався привести до тями свого брата, проте коли той вкотре привів супергероїв у пастку, Діґлу довелося вбити його. Крім того, супергерої також відвідали Централ-сіті, де Олівер та його команда допомогли Баррі Аллену дати відсіч безсмертному Вандалу Севіджу, а також дізнався, що має сина Вільяма.
Після смерті Дарка Олівер став мером Стар-сіті, Діґл не зміг змиритися, що йому довелося вбити брата, і повернувся до армії. Тея також покинула команду. Олівер намагався одноосібно рятувати місто, але потім, не без допомоги Фелісіті, зрозумів, що йому потрібні помічники. Він набрав собі команду молодих супергероїв, яких почав навчати. Також він зіткнувся з Прометеєм, лінчевателем, який діяв так само, як і Капюшон свого часу. Олівер змушений розповісти учням, що це саме він був Стрілою, а отже і Капюшоном, через що один із учнів зрадив його та приєднався до Прометея. Окрім цього команду переслідували й інші неприємності. Так Олівер випадково вбив детектива, який був новим хлопцем Фелісіті, прийнявши його за Прометея. Діґл опинився в загоні, майже всі учасники якого підставили його у справі викрадення та продажем зброї. Діґла визволили з в'язниці за допомогою Едріана Чейза, окружного прокурора, з яким потоваришував Олівер, будучи мером. Однак незабаром з'ясувалося, що Чейз і є Прометеєм. Він мстився за батька, якого вбив Капюшон. Він викрав друзів, близьких і рідних Олівера і перевіз їх на Ліан Ю. У битві з Зеленою стрілою Прометей програв і вистрілив з пістолета, активувавши тим самим вибухові пристрої, які сам і заклав по всьому острову. Крім того, на п'ятому році після аварії корабля Олівер відвідав Росію, де його присвятили в Братву (російську мафію), а також він вступив у конфлікт з Костянтином Коваром. З розвитком цього конфлікту Олівер повернувся на Ліан Ю, де його потім і знайшли. Також Зелена стріла та його команда, після того, як дізналися, що на Землю вторглися прибульці Домінатори, відвідали Централ-сіті, де познайомилися з Карою Денверс/Супергерл, інопланетянкою-супергероїнею з паралельного всесвіту Землі-38.

## Актори та персонажі
| Актор                 | Персонаж                                        | Опис персонажу | Частота появ                                                                           |
| --------------------- | ----------------------------------------------- | --- | -------------------------------------------------------------------------------------- |
| Стівен Амелл          | Олівер Квін/ Лінчеватель, Стріла, Зелена Стріла | Головний герой, месник | Постійно                                                                               |
| Кеті Кессіді          | Лора Ленс/ Чорна Канарка                        | Колишня дівчина Олівера, сестра Сари Ленс та донька Квентіна Ленса. 3-4 сезон — Чорна Канарка, 5-8 — Чорна Сирена                                                                               | Постійно                                                                               |
| Емілі Бетт Рікардс    | Фелісіті Смоук/ Наглядач                        | Подруга Олівера Квіна, згодом дружина. Допомагає команді, за допомогою IT-умінь. | Постійно.                                                                              |
| Девід Ремзі           | Джон Діґл/ Спартанець                           | Спочатку охоронець Олівера, згодом стає частиною команди. Колишній солдат. | Постійно                                                                               |
| Вілла Голланд         | Тея Квін/Спіді, Червона Стріла                  | Сестра Олівера. З кінця 3 сезону — початку 4 — частина команди. | Постійно 1-6 сезони                                                                    |
| Пол Блекторн          | Квентін Ленс                                    | Батько Сари і Лорел Ленс. Детектив, 3 сезон — капітан поліції. | Постійно 1-6 сезони                                                                    |
| Джон Барроумен        | Малкольм Мерлін/ Темний Лучник, Ра'с аль Гул    | Батько Томмі Мерліна та Теї Квін. Колишній учасник ліги вбивць, з кінця 3 сезону — Ра'с аль Гул. Підставляє доньку і після цього намагається налагодити стосунки.                               | 1, 4 сезони — періодично. 2 сезон — часто, 3 сезон — постійно                          |
| Сюзанна Томпсон       | Мойра Квін                                      | Мати Олівера та Теї Квін. | До кінця 2 сезону — постійно.                                                          |
| Кейті Лотц            | Сара Ленс/Чорна Канарка,Таєр аль Асфер          | Донька Квентіна Ленса та сестра Лорел Ленс. Після Лян Ю потрапляє в Лігу Вбивць під іменням Таєр аль Асфер, що перекладається, як «Канарка». Стає учасником команди під іменням «Чорна Канарка» | Періодично                                                                             |
| Колін Доннелл         | Томмі Мерлін                                    | Найкращий друг Олівера. | Періодично з'являється в 1 сезоні і в одиничних ситуаціях в спогадах наступних сезонів |
| Колтон Гейнс          | Рой Харпер/ Арсенал                             | Друг Олівера, був під дією наркотику «міракуру» і Олівер вчив його стримуватись. Після цього став Арсеналом (в коміксі він ще «Червона Стріла» і «Спіді»)                                       | Періодично в 1 та 4 сезоні. Постійно в 2-3, 7                                          |
| Колін Селмон          | Волтер Стіл                                     | Чоловік, а потім друг Мойри Квін | Рідко 1-2 сезони                                                                       |
| Джеймі Шерідан        | Роберт Квін                                     | Батько Олівера. Дав йому книгу з іменами тих, хто підвів місто. | В одиничних випадках в спогадах                                                        |
| Ману Беннетт          | Слейд Вілсон/ Дезстроук                         | Антагоніст. Друг Олівера на острові, після вбивства Шадо, в якому опосередковано винний Олівер, стає злим. Ледь не знищує місто за допомогою команди під дією міракуру.                         | Часто в 2 сезоні і спогадах 1 сезону                                                   |
| Байрон Манн           | Яо Фей                                          | Друг Олівера на острові | В спогадах 1 сезону                                                                    |
| Метью Нейбл           | Ра'с аль Гул                                    | Антагоніст. Ватажок Ліги Вбивць | Постійно 3 сезон                                                                       |
| Ніл Макдонаф          | Деміан Дарк                                     | Колишній член Ліги Вбивць і ворог Ра'с аль Гула. Антагоніст 4 сезону. | Постійно 4 сезон                                                                       |
| Одрі Марі Андерсон    | Лайла Майклз                                    | Агент А. Р. Г. У. С. Дівчина(а з 3 сезону)— дружина Джона Дігла | Часто                                                                                  |
| Сінтія-Аддай Робінсон | Аманда Уоллер                                   | Ватажок А. Р.Г. У.С. Антагоніст Олівера у флешбеках | Рідко                                                                                  |
| Кевін Алехандро       | Себастьян Блад                                  | Продажний політик, що допомагав Слейду Вілсону | Часто в 2 сезоні                                                                       |
| Катріна Ло            | Нісса аль Гул                                   | Дочка Ра'с аль Гула. Спадкоємиця демона. | Рідко в 2 і часто в 3 сезоні                                                           |
| Грант Гастін          | Барі Ален/ Флеш                                 | Друг Фелісіті Смоук. Після удару блискавки, отримав супершвидкість. | Іноді з 3 сезону. Головний герой спін-оффу «Флеш»                                      |
| Даніель Панабейкер    | Кейтлін Сноу                                    | Подруга Барі, що працює в Лабораторії С. Т.А. Р. | В одиничних серіях 3-4 сезону. Герой спін-оффу «Флеш»                                  |
| Карлос Вальдес        | Циско Рамон                                     | Друг Барі, що працює в Лабораторії С. Т. А. Р. | В одиничних серіях 3-4 сезону. Герой спін-оффу «Флеш»                                  |
| Брендон Раут          | Рей Палмер/ А. Т.О. М.                          | Бізнесмен і володар «Квін Консолідейтед». Кохає Фелісіті Смоук. Знає таємницю Олівера, створив костюм, в якому стає героєм під назвою Атом                                                      | Постійно в 3 сезоні. Герой спін-оффу «Легенди завтрашнього дня»                        |
| Ехо Келлум            | Кертіс Холт/ Містер Терріфік                    | Винахідник, що працює під керівництвом Фелісіті Смоук в Palmer Technologies. Згодом стає частиною команди Стріли.                                                                               | Іноді в 4 сезоні, постійно 5-7 сезони                                                  |
| Джош Сегарра          | Едріан Чейз/ Прометей                           | Окружний прокурор. Основний противник Стріли 5 сезону | 5 сезон                                                                                |
| Рік Гонзалез          | Рене Рамірез/ Дикий Пес                         | Член нової команди Стріли, має доньку | 6-8 сезони                                                                             |
| Джуліана Гаркаві      | Діна Дрейк/ Чорна Канарка                       | Таємний детектив Централ Сіті, член нової команди Стріли | 6-8 сезони                                                                             |
| Кірк Асеведо          | Рікардо Діаз/ Дракон                            | Наркоман, який вийшов з тюрьми і почав тероризувати Стар Сіті. | 7-8 сезони                                                                             |
| Сіа Шімоока           | Еміко Квін/ Зелена Стріла                       | Нова Зелена Стріла. Сестра Олівера по батькові | 7 сезон                                                                                |
| Кетрін Макнамара      | Мія Смоук/ Чорна зірка                          | Дочка Олівера та Фелісіті | 7-8 сезони                                                                             |

## Список Епізодів
| Сезон | Сезон | Епізоди | Оригінальна дата показа | Оригінальна дата показа | Рейтинг Нільсена | Рейтинг Нільсена       |
| Сезон | Сезон | Епізоди | Прем'єра сезонк         | Фінал сезону            | Ранк             | Глядачі США (мільйони) |
| ----- | ----- | ------- | ----------------------- | ----------------------- | ---------------- | ---------------------- |
|       | 1     | 23      | 10 жовтня 2012          | 15 травня 2013          | 147              | 11,68                  |
|       | 2     | 23      | 9 жовтня 2013           | 14 травня 2014          | 181              | 13,52                  |
|       | 3     | 23      | 8 жовтня 2014           | 13 травня 2015          | 120              | 13,52                  |
|       | 4     | 23      | 7 жовтня 2015           | 25 травня 2016          | 145              | 13,50                  |
|       | 5     | 23      | 5 жовтня 2016           | 24 травня 2017          | 128              | 13,51                  |
|       | 6     | 23      | 12 жовтня 2017          | 17 травня 2018          | 119              | 13,06                  |
|       | 7     | 22      | 15 жовтня 2018          | 14 травня 2019          | 125              | 12,58                  |
|       | 8     | 10      | 15 жовтня 2019          | 28 січня 2020           | 172              | 13,45                  |

## Спін-офи
У 2014 році вийшов спін-оф до серіалу «Стріла» — «Флеш». Він оповідає про Баррі Аллена, героя однієї з серій 3 сезону «Стріли». Після тієї серії, в серіалі часто говорилось, що його вдарила блискавка після вибуху частиць темної енергії, спричиненої експериментами Гаррісона Уеллса. Після цього Баррі отримав супершвидкість. Серіал добре сприйняли глядачі і вже вийшло 6 сезонів.
21 січня 2016 року відбулася прем'єра іншого спін-офу Легенди завтрашнього дня. За його сюжетом супергерой майбутнього Ріп Хантер повертається назад у часі, щоб у наш час зібрати команду сучасних супергероїв і суперзлодіїв з метою зупинки Вандала Севіджа, який прагне зруйнувати світ і сам час. До складу команди Легенд ввійшли:
- Вогненний Шторм (Мартін Штейн; Джеферсон Джекс)
- Біла Канарка (Сара Ленс)
- Орлиця (Кендра Сандерс)
- Яструб (Картер Хол)
- Теплова Хвиля (Мік Рорі)
- Капітан Холод (Леонард Снард)
- Атом (Рей Палмер)
- Лисиця (Амая Дживі)
- Сталь (Натаніель Гейвуд)
- Ісіда (Зарі Адрианом Томаз)
- Джон Константин
- Кід Флеш (Уолі Уест)

## Відгуки критиків
В The Filtered Lens пілотну серію серіалу похвалили за те, що вона по атмосфері схожа з трилогією Крістофера Нолана, про Бетмена, але розкритикували акторську майстерність та діалоги. В цілому, пілотна серія отримала оцінку «B».